# ギヨーム4世 (トゥールーズ伯)
ギヨーム4世・ド・トゥールーズ（フランス語：Guillaume IV de Toulouse, 1040年ごろ - 1094年）は、トゥールーズ伯、プロヴァンス辺境伯およびナルボンヌ公（在位：1061年 - 1094年）。トゥールーズ伯ポンスとアルモディス・ド・ラ・マルシュの息子。1067 年以前に、出自不明の女性マチルダと結婚し、ポンスと名前不明の息子の二男をもうけたが、ポンスは1079年5月15日以前に、もう一人の息子も1094 年以前に若死した。
1080年にモルタン伯ロベールの娘エマと再婚し、唯一の相続人となった嫡女フィリッパをもうけた。

## 生涯
ギヨーム4世には、無事に育った男子がおらず一人娘のフィリッパしかいなかった。しかし、トゥールーズには女性の相続の前例がなく、継承に関し問題が起こった。1088年、ギヨーム4世が聖地に向け旅立つとき、ギヨーム4世は弟レーモン・ド・サン＝ジルを代理統治者とした（後にレーモンは継承を主張した）。5年後ギヨーム4世は死去し、弟レーモンが権力を握った。しかしフィリッパはアキテーヌ公ギヨーム9世と結婚した後、トゥールーズの領有権を主張し、レーモンとその子供たちからトゥールーズを取り戻すため何年にもわたり争うこととなった。